# Юніон Тауншип (округ Лебанон, Пенсільванія)
Юніон Тауншип (англ. Union Township) — селище (англ. township) в США, в окрузі Лебанон штату Пенсільванія. Населення — 2932 особи (2020).

## Демографія
Згідно з переписом 2010 року, у селищі мешкало 3099 осіб у 1218 домогосподарствах у складі 873 родин. Було 1309 помешкань
Расовий склад населення:
| - 96,7 % — білих - 1,1 % — азіатів - 0,5 % — чорних або афроамериканців - 0,1 % — корінних американців |

До двох чи більше рас належало 1,2 %. Частка іспаномовних становила 2,3 % від усіх жителів.
За віковим діапазоном населення розподілялося таким чином: 21,8 % — особи молодші 18 років, 64,2 % — особи у віці 18—64 років, 14,0 % — особи у віці 65 років та старші. Медіана віку мешканця становила 41,9 року. На 100 осіб жіночої статі у селищі припадало 104,7 чоловіків;  на 100 жінок у віці від 18 років та старших — 101,8 чоловіків також старших 18 років.
Середній дохід на одне домашнє господарство  становив 68 543 долари США (медіана — 63 646), а середній дохід на одну сім'ю — 74 466 доларів (медіана — 69 850). Медіана доходів становила 46 318 доларів для чоловіків та 36 655 доларів для жінок. За межею бідності перебувало 3,2 % осіб, у тому числі 4,6 % дітей у віці до 18 років та 1,6 % осіб у віці 65 років та старших.
Цивільне працевлаштоване населення становило 1623 особи. Основні галузі зайнятості: освіта, охорона здоров'я та соціальна допомога — 24,8 %, виробництво — 17,1 %, публічна адміністрація — 12,4 %, будівництво — 8,7 %.